# نوم قهري
السَّبَخ أو التغفيق (بالإنجليزية: narcolepsy أو hypnolepsy)‏، هو مرض عصبي مزمن يتمحور حول فقدان قدرة الدماغ على تنظيم دورات النوم والاستيقاظ بشكل طبيعي. يعاني المصابون بالتغفيق غالبا من نعاس شديد في النهار يشابه النعاس الذي يحدث بعد الحرمان من النوم لمدة 24-48 ساعة عند الأشخاص الطبيعيين، ويعانون أيضا من اضطراب النوم ليلا، وغالبا ما يتم بشكل خاطئ تشخيص المريض بالإصابة بالأرق. يدخل مرضى التغفيق في مرحلة حركة العين السريعة خلال خمس دقائق من النوم، بينما يدخل الأشخاص الذين لا يعانون من التغفيق (إلا اذا كان لديهم حرمان شديد من النوم) في مرحلة حركة العين السريعة بعد المرور بمرحلة النوم بطيء-الموجة، التي تدوم لمدة ساعة من بدء النوم. من الأعراض الأخرى الشائعة لمرض التغفيق: الجمدة، وهي حدوث ضعف مفاجئ ومؤقت في العضلات مصحوبا بالوعي الكامل، وتحدث غالبا (وليس دائما) نتيجة لانفعالات مثل الضحك، البكاء، الخوف، إلخ. ويحدث هذا العرض لـ70% من المصابين بمرض التغفيق.

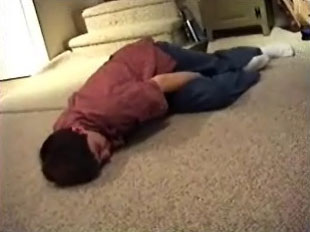
شخص في إحدى نوبات النوم القهري

يتكون النظام الذي ينظم النوم والاستيقاظ، والانتقال بين هاتين المرحلتين عند البشر من ثلاثة أنظمة فرعية متصلة وهي: منبثقات الأوريكسين من الوطاء الوحشي، الجهاز التنشيطي الشبكي، والنوية البطينية الوحشية قبل البصرية. تكون هذه الأنظمة عند المرضى المصابين بالتغفيق مرتبطة باضطرابات وظيفية وذلك بسبب وجود نقص في انبثاقات الأعصاب المفرزة للأوريكسين من الوطاء، وبسبب أعداد الأوريكسين القليلة في السائل العصبي الخيشومي وفي الأنسجة العصبية، مقارنة بالمرضى الأصحاء.
اشتق مصطلح التغفيق narcolepsy من الكلمة الفرنسية narcolepsie التي أوجدها الطبيب الفرنسي Jean-Baptidte-Édouard Gélineay وذلك بالجمع بين الكلمة اليونانيةνάρκη narkē ("خدر" أو ذهول")، وكلمة λῆψις) lepsis)، "هجمة" أو "نوبة".

## التصنيف
قام التصنيف الدولي لاضطرابات النوم سنة 2001 بتقسيم أمراض فرط النوم الأولي إلى مرض التغفيق، مرض فرط النوم مجهول السبب، ومرض فرط النوم المتكرر (مثل متلازمة Klein-Levin)، وتم تقسيم التغفيق إلى تغفيق يصاحبه جمدة وتغفيق بدون جمدة. وبناء على ذلك تم تعريف التغفيق من قبل التصنيف بـ"اضطراب غير معروف السبب يتميز بنعاس شديد ويرتبط بشكل نموذجي بالجمدة وغيرها من ظواهر حركة العين السريعة أثناء النوم، مثل شلل النوم وهلوسات مقتبل النوم". وقد رسم هذا التعريف خطوطا رئيسية ومعايير لتشخيص التغفيق، من خلال مجموعتين من المعايير الواضحة، كما سنرى لاحقا.
معايير تشخيص التغفيق،المجموعة #2:
- شكوى من نعاس شديد أو ضعف مفاجئ في العضلات.
- أعراض إضافية تتضمن: شلل النوم، نوم متقطع، هلوسات مقتبل النوم وتصرفات تلقائية متكررة.
- ظهور واحدة او أكثر من النتائج التالية عند اجراء تخطيط النوم : "طور النوم الكموني أقل من 10 دقائق"، "طور حركة العين السريعة الكموني أقل من 20 دقيقة"، "طور النوم الكموني المتعدد بفترة كمون أقل من 5 دقائق"، " حدوث مرحلة حركة العين السريعة مرتين أو أكثر أثناء النوم".
- عدم وجود اضطراب عقلي أو مرضي قد يسبب هذه الأعراض.

يصعب تشخيص التغفيق بشكل أكيد، عند عدم وجود عرض الجمدة بشكل واضح. "وقد تم استخدام مصطلحات عديدة لتصنيف المرضى في مرحلة بداية تكون المرض: مثل فرط النعاس الأساسي، فرط النعاس الأولي، التغقيق الملتبس، التغقيق غير النمطي.. إلخ."
منذ التصنيف الدولي لاضطرابات النوم عام ICSD 2001، والتطور في تصنيف فرط النعاس الأولي آخذ بالإزدياد، فقد بينت الأبحاث وجود تداخل بين التغفيق وفرط النعاس الأولي. إن النسخة الثالثة من تصنيف ICSD في مراحلها الأخيرة من الإعداد، وفي هذه النسخة سيصنف التغفيق الذي يسببه نقص الهايبوكريتين "النوع الأول من التغفيق"، والذي يكون دائما مرتبط مع حدوث الجمدة. وستظل الأنواع الأخرى من فرط النوم الأساسي على تقسيمها السابق بناء على وجود حركة العين السريعة أثناء النوم. وسيتم ادخالهم تحت مسمى "النوع الثاني من التغفيق" عندما تكون هناك مرحلتين أو أكثر من مراحل حركة العين السريعة أثناء النوم في فحص طور النوم الكموني المتعدد ، وسيتم اطلاق مصطلح "فرط النوم غير معروف السبب" للفحص الذي يتحصل على أقل من مرحلتين من حركة العين السريعة أثناء النوم.
لكن، "لا يوجد دليل على أن الفيسيولوجيا المرضية أو الاستجابة العلاجية تختلف لفرط النوم مع أو بدون حركة العين السريعة في فحص طور النوم الكموني المتعدد." بالإضافة إلى وجود التداخل والتشابه بين فرط النوم مجهول السبب والتغفيق، قامت منظمة التشخيص والإحصاء اليدوي للأمراض العقلية في نسختها الخامسة بتحديث تصنيفها لأمراض فرط النوم الأولي. حيث قامت بإعادة تصنيف التغفيق بدون الجمدة بأنه اضطراب نعاس رئيسي (MSD). حيث يضم اضطراب النعاس الرئيسي كل متلازمات فرط النعاس التي لا يتم تفسيرها بوجود نقص في الهايبوكريتين، متضمنة فرط النوم مجهول السبب (مع أو بدون وقت نوم طويل)، والاشخاص الذين ينامون لمدة طويلة (المرضى الذين يحتاجون لأكثر من 10 ساعات من النوم/يوم).
ومما يزيد التعقيد لهذه التصنيفات، وجود تداخل بين التغفيق مع الجمدة وفرط النوم مجهول السبب. بعض المرضى المصابين بالتغفيق مع فترات نوم طويلة، (يشكلون نسبة 18% من المرضى المصابين بالتغفيق حسب إحدى الدراسات)، يعانون من أعراض التغفيق مع الجمدة وفرط النعاس مجهول السبب (فترات نوم طويلة مع عدم الشبع أو الراحة من النوم- كأن المريض لم ينم). وقد يكون لدى هذه الفئة خلل في مناطق متعددة من مراكز الاستيقاظ، مثل الهايبوكريتين وGABA.

## الدلائل والأعراض
هناك صفتان رئيسيتان لمرض التغفيق: النعاس الشديد في النهار ومرحلة حركة العين السريعة غير الطبيعية. يحدث النعاس الشديد في النهار حتى إذا كانت ساعات النوم كافية في الليل. يصاب الشخص المصاب بالتغفيق بالخمول أو النوم غالبا في أوقات وأماكن غير مناسبة، وقد يبقى متعباً طيلة النهار، ولا يدخل الأشخاص المصابون بالتغفيق في مرحلة النوم العميق كالأشخاص الأصحاء، ولا يشعرون بالاكتفاء من النوم، إنهم في الحقيقة لا "ينامون كثيراً". في الحقيقة، يعيش هؤلاء المرضى حياتهم وهم يعانون من حرمان شديد ومستمر من النوم. ولا يستطيع المريض مقاومة غفوات النهار، وقد تحدث هذه الغفوات أكثر من مرة أثناء النهار. وتساعد غفوات النهار بإراحة الجسد من حرمان النوم لكنها لا تستمر لفترات طويلة، حيث تدوم لساعات أو حتى عدة دقائق. تحدث الأحلام الواضحة بشكل مستمر ومنتظم أثناء النوم، حتى إذا كانت الغفوة لفترة قصيرة جدا. قد يستمر الخمول لفترة طويلة من الوقت أثناء النهار وقد لا يتوقف أبداً. بالإضافة إلى أن النوم أثناء الليل قد يكون متقطعاً مع حالات إستيقاظ متكررة. هناك صفة أخرى مهمة للتغفيق وهي مرحلة حركة العين السريعة غير الطبيعية. يدخل المصابون بالتغفيق في مرحلة حركة العين السريعة في بداية النوم، حتى أثناء نومهم في النهار.
يشار غالبا للأعراض الكلاسيكية لهذا المرض، بـ "رباعية التغفيق"، وهي الجُمْدة، شلل النوم، هلوسات مقتبل النوم والنعاس الشديد أثناء النهار. تتضمن الأعراض الأخرى الحركات الأوتوماتكية والصحوة أثناء الليل. وقد لا تحدث هذه الأعراض لجميع المرضى.
- الجمدة هي حالة لحظية تتصف بفقدان وظيفة العضلات، تتراوح من ضعف بسيط مثل وجود ارتخاء في الرقبة أو الركبة، تدلي عضلات الوجه،[22] ضعف في الركب،[23] أو عدم القدرة على التحدث بوضوح، إلى تهاوي الجسد كله.[22] قد يتم اثارة النوبات عن طريق لحظات عاطفية مفاجئة مثل الضحك، الغضب، الاندهاش أو الخوف، وقد تستمر من عدة ثواني إلى عدة دقائق. يبقى الشخص واعياً طيلة فترة النوبة. في بعض الحالات، قد تظهر الجمدة على شكل نوبة صرع تشنجية.[22] في أغلب الحالات، يعاني المرضى من ثقل في القدرة على الكلام وقد تحدث لديهم مشاكل في الرؤية (الرؤية المزدوجة، عدم القدرة على التركيز)، لكن السمع والانتباه يبقيان طبيعيين. الجمدة لديها وقع عاطفي شديد على مرضى التغفيق، وتسبب غالبا القلق، الخوف، وتجنب الناس أو المواقف التي قد تسبب الهجمات.
- شلل النوم هو عدم قدرة المريض على الكلام أو الحركة - بشكل مؤقت- عند الاستيقاظ (أو أحياناً قليلة، قبيل النوم). وتدوم لثواني أو دقائق. في الغالب يكون هذا العرض مخيف للمريض لكنه ليس خطيراً.
- هلوسات مقتبل النوم هي هلوسات مخيفة وواضحة تشبه الحلم، تحدث قبل النوم أو الغفيان. تحدث الهلوسات التنويمية عند الاستيقاظ من النوم. وقد تكون على شكل أحاسيس مرئية أو مسموعة.[17]
- الحركات التلقائية أو الأوتوماتيكية تعني أن الشخص يستمر في القيام بـ (الكلام، وضع الأغراض بعيداً عنه،إلخ) خلال فترات النوم، لكن المريض لا يتذكر القيام بهذه الأعمال بعد الاستيقاظ. يُقدّر أن 40% من المرضى المصابين بالتغفيق يعانون من الحركات التلقائية خلال النوم. شلل النوم وهلوسات مقتبل النوم قد تحدث في المرضى الأصحاء، لكن غالباً في الأشخاص الذين يعانون من حرمان شديد من النوم. الجمدة بشكل عام توجد فقط في مرضى التغفيق ومضاهئة لشلل النوم الذي يكون غالبا وسيلة حماية عندما يحدث النوم فجأة بشكل غير مناسب. عكس هذه الحالة (الفشل في تفعيل شلل الحماية) يحدث في اضطراب سلوك حركة العين السريعة.
- الصحوة أثناء الليل : حيث تتميز بفترات استيقاظ أثناء الليل ، وهذه الفترات قد تكون مصحوبة بومضات حارة ، ارتفاع معدل ضربات القلب، وانتباه ووعي شديد.[17]

في أغلب الحالات ، يكون أول عرض يظهر في التغفيق هو النعاس الشديد في فترات النهار. الأعراض الأخرى قد تبدأ وحدها أو مع بعضها بعد أشهر أو سنين من ظهور الغفيان أثناء النهار. وهناك إختلافات واسعة في تطور الأعراض، وشدتها وترتيب ظهور الجمدة، شلل النوم وهلوسات متقبل النوم في الأفراد. حوالي 20-30% فقط من المرضى يعانون من الأعراض الأربعة كلها. وبالنسبة للنعاس الشديد أثناء النوم فهو غالباً يستمر طوال فترة حياة المريض، لكن شلل النوم وهلوسات متقبل النوم قد تختفي لاحقاً.وهناك فئة نادرة من المرضى تكتسب قدرة مميزة وعالية في تمييز الروائح والأطعمة تسمى ظاهرة التتذوق العليا.
بالرغم من أن هذه هي الأعراض الشائعة للتغفيق، إلا أن الكثير من المرضى يعانون أيضاً من الأرق لفترات طويلة.
أعراض التغفيق، خاصة النعاس الشديد أثناء النوم والجمدة، غالبا تصبح شديدة بشكل يجعلها كافية لتتسبب بمشاكل خطيرة في حياة الشخص الإجتماعية، الشخصية والعملية. في الحالة الطبيعية، عندما يكون الشخص مستيقظا، تكون موجات دماغه في نمط منتظم وعندما يخلد الشخص إلى النوم، تصبح الموجات أبطأ وأقل إنتظاماً. هذه المرحلة من النوم تسمى عدم-حركة العين السريعة. بعد ساعة ونصف من عدم حركة السريعة، تبدأ موجات الدماغ بإظهار نمط نشط مرة أخرى. هذه المرحلة من النوم تسمى \ مرحلة حركة العين السريعة، وفيها تحدث الأحلام التي نتذكرها في الغالب. بالإضافة إلى التغيرات في موجات الدماغ، تمت ملاحظة ونى العضلات (رخاوة العضلات).
أما في التغفيق، فإن ترتيب وطول مراحل عدم حركة العين السريعة وحركة العين السريعة يكون مضطربا، حيث أنه مرحلة حركة العين السريعة تحدث في بداية النوم بدلاً من أن تحدث بعد مرحلة عدم حركة العين السريعة؛ لهذا يوصف مرض التغفيق باضطراب تكون فيه مرحلة حركة العين السريعة في وقت غير طبيعي. ولإضافة إلى ذلك ، فإن بعض أعراض مرحلة حركة العين السريعة التي لا تحدث إلا أثناء النوم –رخاوة العضلات، شلل النوم والأحلام الواضحة- قد تحدث في أوقات أخرى من اليوم. فعلى سبيل المثال، فقدان القدرة على التحكم في العضلات قد تحدث أثناء الإستيقاظ في نوبة الجمدة. وشلل النوم والأحلام الواضحة قد تحدث أثناء بداية النوم وأثناء الاستيقاظ. ببساطة، الدماغ لا يمر خلال المراحل الطبيعية للنوم بل يدخل مباشرة في (ويخرج من) مرحلة حركة العين السريعة.
إن لهذا تداعيات عدة، فالنوم في الليل لا يكون عميقاً ومنعشاً؛ لهذا يحاول الدماغ أن يعوض عن ذلك خلال النهار، فالمرضى قد يقعون أرضاً نائمين في أوقات غير متوقعة (مثل الإيماء بالرأس للأعلى والأسفل)، وغالبا يظهر عليهم أنهم في نوم عميق جدا ويستيقظون فجأة غير مدركين لما حولهم (الدوار عرض شائع) وتكون لديهم أحلام واضحة جدا، ويتذكرونها بتفاصيل شديدة الدقة ، فمرضى التغفيق قد يحلمون حتى لو ناموا لمدة ثواني ، بالإضافة إلى الأحلام الواضحة (يعلم الشخص أنه يحلم)، ويعانون من هلاوس مرئية ومسموعة قبل النوم.
أعراض
الأعراض هي:
- النعاس المفرط في النهار. جميع المصاببين بالاضطراب يشكون من رغبة لا تقاوم في النوم والتي يمكن أن تحدث وتتكرر عدة مرات في اليوم.
- 60-90% من المصاببين بالاضطراب يشكون من ضعف مفاجئ في العضلات. عادة نجد ان الضعف تستثيره الانفعالات القوية مثل الغضب والدموع أو الضحك. يظهر الضعف العضلي بصورة تراخيا لعضلات الوجه إلى إسقاط الفك أو الرأس، ضعف في الركبتين، أو الانهيار التام.
- 30-60% تصيبهم حالة من الهلوسة.
- 30-60% يصيبهم شَلَلُ النَّوم حيث يصبح الجسم مشلولا والمرضى يعجزون عن الحركة.
- 50% يعانون من نوم مضطرب.

## الأسباب

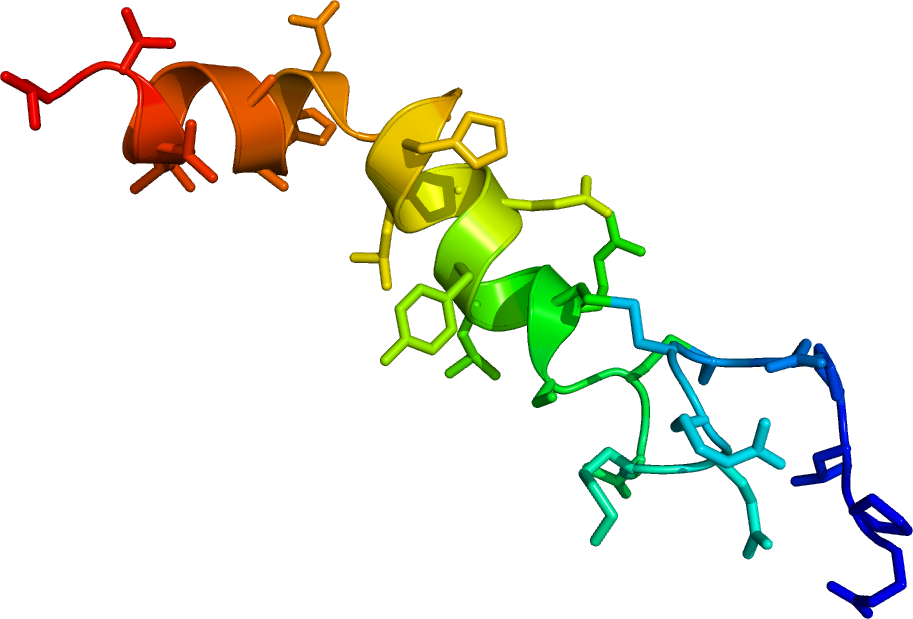
تمثيل للببتيد العصبي Orexin-A. المصابون بالتغفيق غالبا لديهم نقص في الأعصاب المنتجه لهذا البروتين.

بالرغم من أن أسباب التغفيق لم تكتشف لمدة سنين طويلة بعد اكتشاف المرض، إلا أن العلماء قد قاموا باكتشاف حالات مرتبطة بزيادة احتمال هذا المرض. وبشكل خاص، فقد ظهر أن هناك علاقة وثيقة بين الأفراد المصابين بالتغفيق وعدة حالات جينية معينة. هناك عامل يبدو أنه يزيد من احتمالية حصول الشخص على المرض ويقع في كروموسوم رقم 6 ويعرف بجموعة مُسْتَضِدَّاتُ الكُرَيَّاتِ البيضِ البَشَرِيَّة. حيث تم إيجاد علاقة بين الأفراد المصابين بالمرض وعدة تغييرات في جينات مستضدات الكريات البيض البشرية، بالرغم من أنه ليس من الضروري حدوثها. وهناك عدة متغيرات في مركبات مستضدات الكريات البيض البشرية يُعتقد أنها تزيد نسبة احتمالية استجابة المناعة الذاتية لبعض الأعصاب المنتجة لبروتين معين في الدماغ. البروتين المُنتج والذي يسمى بـالهايبوكريتين أو الأوريكسين ، مسؤول عن التحكم في الشهية وأنماط النوم. ومن بين البلايين من الخلايا في دماغ الإنسان، فإن حوالى 10 آلاف إلى 20 ألف خلية فقط تفرز الهايبوكريتين. Of the billions of cells in the human brain, only about 10,000 to 20,000 cells secrete hypocretin molecules. وإن المستويات القليلة من الهايبوكريتين تكون مرتبطة بعدوى سابقة، أو نمط غذائي معين،أو التعرض لسموم مثل المبيدات الحشرية، والأمراض الدماغية مثل الأورام أو الجلطات.
الأفراد المصابون بالمرض يكون لديهم أعداد قليلة من الأعصاب المنتجة لهذا البروتين في الدماغ. ففي عام 2009، قامت جامعة ستانفورد في كلية الطب بدعم نظرية الأمراض المناعية الذاتية كسبب لهذا المرض.
هناك فهم جزئي حول التحكم العصبي في مرحلة النوم الطبيعية والعلاقة مع مرض التغفيق. في الإنسان الحي، النوم التغفيقي يتصف بالقابلية للدخول من حالة الإستيقاظ إلى مرحلة حركة العين السريعة بدون المرور بمرحلة عدم-حركة العين السريعة. وقم دراسة التغيرات في أجهزة الحركة ومستقبلات الحس العميق خلال مرحلة حركة العين السريعة في الإنسان والحيوان. ةتبين أنه خلال نوم حركة العين السريعة الطبيعي،فإن فرط زيادة الإستقطاب في أعصاب ألفا الحركية تسبب الونى الكامل في العضلات الهكلية عن طريق مسارات النخاعي الشوكي المثبطة النازلة. الأسيتايل كولين قد يكون واحدا من النواقل العصبية التي لها علاقة في هذا المسار.في التغفيق، المنعكس التثبيطي للحركة الموجود في الجُمدة ترى بشكل طبيعي في مراحل حركة العين السريعة الطبيعية فقط.(يعني أن رخاوة العضلات توجد بشكل غير طبيعي في أوقات غير طبيعية لدى مرضى التغفيق، والأصل أنها توجد في وقت مرحلة حركة العين السريعة الطبيعية فقط)
في عام 2004 استطاع باحثون في أستراليا أن يستثيروا أعراضاً مشابهة للتغفيق في الفئران عن طريق حقنهم بأجسام مضادة من الأشخاص المصابين التغفيق. وقد أثبت البحث الذي تم نشره في لانسيت أدلة قوية على أن بعض الحالات من التغفيق قد يكون سببها مرض مناعة ذاتي. وقد ارتبط مرض التغفيق بشكل كبير مع مستضدات الكريات البيض البشرية-DQB1*0602. لكن هناك أيضا علاقة مع مستضدات الكريات البيض البشرية-DR2 ومستضدات الكريات البيض البشرية-DQ1. هذا قد يمثل عدم توازن ارتباطي.و بالرغم من الأدلة التجاربية في الإنسان حول هذا المرض واحتمالية وجود أسس وراثية ولو في بعض أنواعه على الأقل، فإن طريقة الوراثة فيه مازالت غير معروفة.و قد تبين أن بعض الحالات تكون مرتبطة بأمراض جينية مثل مرض نيمان-بيك أو متلازمة برادر ويلي.
تم التقصي عن العلاقة بين مطعوم الإنفلونزا H1N1 GlaxoSmithKiline’sالمسمى بـ البانديمريكس والتغفيق الناشئ في عمر الطفولة لزيادة نسبة ظهور المرض في الأطفال الإيرلنديين، الفنلنديين والسويديين بعد تطعيمهم . وقد فضلت المنظمة العالمية للصحة والرفاهية العامة الخاصة بفنلندا أن يتم إيقاف مطاعيم بانديمريكس حتى يتم التقصي أكثر عن 15 حالة تغفيق في الأطفال. في فينلاندا ،وفي منتصف نوفمبر 2010، تم الإبلاغ عن 37 حالة أطفال مصابين بالتغفيق. بالمقابل، كان متوسط عدد الحالات في الحالة الطبيعية 3 حالات من الأطفال لكل سنة. "نسبة ظهور التغفيق مع الجمدة في الأطفال واليافعين في السويد قد ازدادت خلال فترة التطعيم وجنوح الإنفلونزا، مع هبوط سريع بنسبة ظهوره بعد فترة جنوح المرض".و كان استنتاجهم أن هذه النتائج "تقدم أدلة مدعمة أن المطعم مع البانديمريكس خلال فترة جنوح المرض قد تكون مرتبطة بزيادة إحتمالية حدوث المرض مع الجمدة في الأطفال\اليافعين أقل من 19 سنة." ثم في عام 2013، تم إثبات العلاقة بين الـبانديمريكس والتغفيق وتأكيدها من خلال دراسة من قبل الوكالة الطبية السويدية، مع ثلاث أضعاف زيادة في احتمالية تكون للمرض للأشخاص تحت 20 سنة.
وفي ديسمبر 2013، تم نشر دراسة تقدم أدلة على أن خلايا المناعة الذاتية CD4+T ضد حواتم HRCT قد تكون عاملا مسببا للمرض، وتدعم العلاقة مع مطعوم الإنفلونزا H1N1، لكن ورغم ذلك، فقد تم سحب هذه الدراسة من قبل الناشرين في تموز 2014.
وقد أجريت دراسة استعدادية في الصين على عدة مئات من الأشخاص المصابين بالتغفيق وأثبتت وجود علاقة بين المرض والأمراض الموسمية لعدوى مجاري التنفس العليا، متضمنة الإنفلونزا H1N1.

## الجينات
الأليل المسمى بـ مستضدات الكريات البيض البشرية-DBQ1*06:02 الموجود في الجين البشري مستضدات الكريات البيض البشرية-DQB1 موجود في 90% من المرضى، وتبين أن الأليلات لجينات مستضدات الكريات البيض البشرية الأخرى مثل مستضدات الكريات البيض البشرية-DQA1*01:0 لهاعلاقة . في دراسة عام 2009، تم إيجاد علاقة قوية مرتبطة في تعددية الأشكال في جين TRAC الواقع في (dbSNP IDs rs1154155, rs12587781, and rs1263646). في مقالة مراجعة في عام 2013، تم الإبلاغ عن روابط -ولكن أضعف- في موقع جينات TNFSF4 [rs7553711)، Cathepsin H (rs34593439)، وP2RY11-DNMT1 (rs2305795). هناك موضع جين آخر قد تم ربطه مع التغفيق، ألا وهو EIF3G في (rs3826784).

## التطور
قد يمثل التغفيق وراثة تأسلية تطورية. بناءً على نظرية أن نوم حركة العين السريعة هو عملية تحول تطورية من وسيلة دفاع معروفة جيداً تسمى ردة الفعل التوترية الثابتة. وتعرف أيضا بالتنويم الحيواني أو الإقتراب من الموت، تعمل كخط دفاع أخير ضد هجوم متطفل وتتضمن الثبات الكامل وعدم الحركة في الحيوان: فالحيوان يبدو ميتا (ادعاء المرض). وتظهر الفيسيولوجيا العصبية وعلم الظواهر لهذا الفعل تشابها مدهشا لمرحلة نوم حركة العين السريعة. فعلى سبيل المثال، فإن كلا الفعلين يخضع لتحكم جذع الدماغ، الشلل، تفعيل الـجهاز التعاطفي ، وتغيرات في منظمات الحرارة.

## التشخيص
التشخيص سهل نسبيا عندما تكون جميع أعراض التغفيق ظاهرة، لكن إذا كانت نوبات النوم قليلة والجمدة بسيطة أو غير موجودة، سيصبح التشخيص أكثر صعوبة . وقد تحدث الجمدة وحدها دون باقي الأعراض. هناك 3 فحوصات غالبا ما تستخدم لتشخيص التغفيق، هي : فحص دراسة النوم، فحص طور النوم الكموني المتعدد، ومقياس نعاس ايبوورث. هذه الفحوصات غالبا يقوم بها مختص في النوم. فحص دراسة النوم يتضمن تسجيل مستمر لموجات الدماغ وعدد من وظائف الأعصاب والعضلات أثناء النوم في الليل. وقد تبين عند فحصها، أن الأشخاص المصابين بالتغفيق ينامون بسرعة، ويدخلون في مرحلة حركة العين السريعة مبكراً، وقد يستيقظون غالبا في الليل. ويساعد هذه الفحص في إيجاد أمراض نوم أخرى محتملة قد تسبب النعاس في النهار.
أما مقياس Epworth للنعاس فهو اختبار قصير لتخمين احتمالية وجود مرض في النوم، متضمنة التغفيق. أما بالنسبة لاختبار طور النوم الكموني المتعدد، ففيه يعطى الشخص فرصة للنوم كل ساعتين خلال أوقات الاستيقاظ العادية ويدخل في دراسة للنوم طوال الليل، وفي اليوم التالي سيخضع لعدة فحوصات ، ويتم إخبار المرضى بأن يأخذوا قيلولة بعد أن ناموا في الليل فترة كاملة (8 ساعات غالبا) وهكذا ستتم ملاحظتهم ومعرفة كم سيحتاج منهم وقتاً لكي يتنقلوا بين مراحل النوم المختلفة(وقت بداية النوم) يقيس هذا الاختبار درجة النعاس في النهار وويقيس أيضاً الفترة اللازمة من الوقت حتى تبدأ مرحلة حركة العين السريعة. وكما أسلفنا، فإن الأشخاص المصابين بالتغفيق ينامون بسرعة ويدخلون في مرحلة حركة العين السريعة مبكراً. لكن، قد يعطي هذا الفحص نتائج سلبية خاطئة لأشخاص مصابين بالتغفيق.
وقد أظهرت أبحاث حديثة احتمالية فحص مستوى الهايبوكريتين في السائل الدماغي النخاعي لتشخيص التغفيق. ووجود مستويات منخفضة من هذا البروتين يعطي دليلاً قويا على وجود المرض. ويكون هذا الفحص مفيداً عندما تكون نتائج فحص الطورالكموني المتعدد غير حاسمة أو صعبة التفسير. على كل حال، هذا الفحص يتطلب أن يتم القيام بـ بزل قطني لاستخراج هذا السائل.

## العلاج
يمكن مساعدة المرضى بشكل كبير، لكن لا يمكن شفاؤهم تماماً. العلاج فردي ويعتمد على الأعراض والاستجابة العلاجية، والوقت اللازم لتحقيق التحكم المثالي بالأعراض يختلف بشدة من مريض لآخر، وقد يأخذ وقتا يتراوح من عدة أشهر إلى أكثر. وتعديل الأدوية غالبا مطلوب، والتحكم الكامل بالأعراض غالبا مستحيل. مع أن الأدوية المتناولة عن طريق الفم هي العلاج الرسمي للمرض، إلا أننا نحتاج أيضاً لتعديل نمط الحياة.
العلاج الأساسي للنعاس الشديد في النهار هو منشطات الجهاز العصبي المركزي مثل Methylphenidate، amphetamine، methamphetamine، Modafinil Provigil والتي تعتبر منشطاات بخواص دوائية مختلفة، و\أو( armodafinil (Nuvigil. في خريف 2007 تم إطلاق تحذير من منظمة الغذاء والدواء بخصوص تفاعلات جانبية شديدة على الجلد بعد استعمال دواء modafinil. وقد تم استعمال أدوية أخرى مثل : Codeine  وSelegline. وهناك دواء آخر يستعمل اسمه (atomoxetine ( straterr، والذي يعتبر دواء غير محفز لكنه يمنع إعادة إرتجاع النورإيبينيفرين، وهذا الدواء لديه احتمالية إساءة استخدام قليلة. في العديد من الحالات، فإن القيام بغفوات قصيرة منظمة ومخطط لها قد تقلل الحاجة إلى الدواء لمقاومة النعاس الشديد يفي النهار، لكنها تحسن الأعراض لفترة قصيرة. فغفوة لمدة 120 دقيقة في النهار قد إلى تخفيف الأعراض والنعاس لمدة 3 ساعات، بينما غفوة 15 دقيقة لم تقدم أي تحسن في الأعراض. والجدير بالذكر أن هذه الغفوات ليست بديلاً عن النوم في الليل، خاصة لو كان جسد المريض يميل بشكل طبيعي تجاه دورة حياة ليلية. حدوث التواصل المستمر بين مراكز العناية الصحية، المريض، وأفراد عائلة المريض مهم جدا للتحكم في الأعراض بشكل مناسب.
أما بالنسبة الجمدة وأعراض حركة العين السريعة الأخرى فإنها تعالج غالبا بالأدوية Tricyclic المضادة للإكتئاب مثل : clomipramine، imipramine، أو protryptaline، بالإضافة لأدوية أخرىتقوم بتثبيت مرحلة حركة العين السريعة.Venlafaxine. (علامته التجارية Effexor XR)، هو مضاد اكتئاب يمنع إعادة إرتجاع السيرتونين والنورإيبينيفرين، وقد أثبت فائدته في التحكم بأعراض الجمدة، لكن ورغم ذلك، فإن له أعراض جانبية تتضمن اضطراب النوم.
علاج آخر هو Sodium oxybate. يمكن استخدامه للجمدة التي تأتي مع التغفيق والنعاس الشديد أثناء النهار الذي يأتي مع التغفيق. في عام 2015 قامت وزارة الصحة في بريطانيا بشراء الدواء Sodium oxybate لثمانين مريضا تعويضا لهم عن المشاكل المتعلقة بمطعوم انفلونزا الخنازير Pandemrix بكلفة 12 ألف يورو سنويا، فال Sodium oxybate ليس متوفراً للمرضى عن طريق الخدمات الصحية الوطنية. إن استخدام المحفزات أو المنشطات للتغطية على النعاس في النهار لا يعالج المشكلة بشكل أساسي. فالمنشطات قد تقدم بعض الدعم لأداء النشاطات اليومية، لكن السبب الأصلي مازال موجوداً ويُحتمل أن يسوء مع الوقت لأن المنشطات نفسها تصبح عائقا لفترات نوم موجات دلتا. التغيرات في نظام الحياة مثل تقليل التوتر، ممارسة الرياضة (خاصة الأشخاص المصابون بالسمنة الذين يعانون من فرط النعاس بسبب إنقطاع النفس في النوم والشخير) والتقليل من أخذ المنشطات (مثل القهوة والنيكتوين) قد تفيد في علاج الأعراض.

## الانتشار
يقدر عدد المصابين في الولايات المتحدة بمئتي ألف أمريكي. لكن أقل من خمسين ألف منهم تم تشخيصهم. إن مرض التغفيق عندهم منتشر مثل الباركينسون أو التصلب اللويحي المتعدد وأكثر ظهورا من التليف الكيسي ، لكن المرض ليس معروفاً كالسابقين. قد يتم الخلط بين التغفيق والإكتئاب، الصرع أو أعراض جانبية للأدوية، قد يحدث المرض في الرجال أو النساء في أي عمر، بالرغم من أن الأعرض تظهر في البداية في مرحلة المراهقة أو مرحلة الشباب المبكرة. وهناك دليل قوي على أن التغفيق يسري في العائلات، حوالى 10% من الأشخاص المشخصين بالتغفيق والجمدة لديهم قريب مصاب بهذا المرض. وبالرغم من أن الأعراض يتم الخلط بينها وبين الاكتئاب إلا أن هناك رابطة بين هذين المرضين، فالأبحاث تبين أن هناك نتائج مشتركة بين حدوث الإكتئاب والتغفيق – بين 6% و50% حسب دراسات مختلفة.
يبدأ المرض غالبا في مرحلة الشباب المبكر . هناك غالباً 15 سنة فرق بين ظهور المرض وتشخيص المرض مما قد يكون السبب في كون المرض يسبب الإعاقة في الحياة الطبيعية، حيث تحدث مشاكل في الفهم، التعليم، العمل، والمشاكل النفسية المرتبطة مع النعاس الشديد والنوم في النهار. في المرضى الذين يظهر لديهم المرض في فترات مهمة من سنين المراهقة وعندما يكون التعليم، تطوير صورة الشخص عن ذاته، وتطور الإختيار الوظيفي يكون هذا المرض بحد ذاته جحيماً. برغم أن اضطراب التفكير يحدث في هذا المرض،إلا انه قد يكون فقط إنعكاسا للنعاس الشديد أثناء النهار.
يظهر المرض في حوالى شخص لكل 2000 شخص. وهو سبب لكي يزور المريض مراكز اضطرابات النوم، وبما أن أول ظهور له غالبا في مرحلة الشباب أو المراهقة، فهو يسبب إعاقة كبيرة في التعلم ويعتبر أحد أسباب التغيب عن المدرسة. المراهقون العاديون غالبا يعانون من نعاس زائد في النهار بسبب زيادة في الميل الطبيعي للنوم (الطبيعي) والذي غالبا يكون بسبب ضغوطات تعليمية واجتماعية، قد يكون هذا معيقاً للتشخيص بالإضافة إلى أعراض التغفيق الأخرى.، لذلك فإنه من الصعب التفريق بين التغفيق والأمراض التي تتصف بالخمول الشديد في العيادات. أما عن خيارات العلاج فهي محدودة حالياً . وهناك شح في الدراسات حول كفاءة الأدوية أو أي نوع آخر من العلاج. وقد تم الكشف عن طريقة عمل بعض الطرق العلاجية لكن التفاصيل الدقيقة مازالت غير مكتشفة وهي ضرورية ولازمة لتطوير أدوية جديدة في المستقبل. التغفيق مرض لا يتم تشخيص جميع حالاته وغالبا لا يتم توقعه.؛ هذا بسبب أن شدته تتراوح بين شخص وآخر؛ لهذا يمكن الخلط بينه وبين أمراض أخرى. ويذكر أن بعض مرضى التغفيق لا يعانون من فقدان التحكم بالعضلات.

## الأبحاث

### الأدوية التي تعنى بالهيستامين
"بناء على دور الهيستامين في الإبقاء على الشخص مستيقظا (وبالتالي نرى أن الأعراض الجانبية لمضادات الهيستامين مثل ديفينهايدرامين تسبب النعاس)، للأسف إن الأدوية التي تعمل على الهيستامين لعلاج المرض غير متطورة بشكل كافٍ." مازال من المتوقع أن مضادات H3 (مثل دواء Pitolisant الذي يحفز إفراز أمينات الهيستامين التي تحفز الإستيقاظ) ستكون مفيدة في علاج المرض.

### الأدوية التي تعنى بـ GABA
هناك إحتمالية تقول أن فرط نشاط مستقبلات GABAA لها دور في النعاس الشديد الأولي (التغفيق وفرط النعاس غير معروف السبب)، الأدوية التي تتفاعل مع هذه المستقبلات تخضع لدراسات قد تؤدي لتحسين النوم. مثال على هذه الأدوية Clarithromycin وFlumazenil.

### فلومازينيل Flumazenil
فلومازينيل هو مضاد مستقبلات GABAAالوحيد في السوق لسنة 2013، ويصنع غالبا ليتم استخدامه كمحلول وريدي. بناء على تركيبه الدوائي، يتوقع العلماء أن يكون له دورا واعدا في علاج فرط النعاس الأولي.وهناك بعض الأبحاث التي أقيمت حول هذا الدواء في عام 2012 أظهرت تحسنا في معظم المرضى الذين يحتوي السائل النخاعي الشوكي الخاص بهم على مواد غير معروفة تحفز عمل مستقبلات GABAA، والتي تجعلهم عرضة بشكل أكبر للتأثير المسبب للنعاس بسبب هذه المستقبلات. بالنسبة للمريض الواحد، تناول الفلومازينيل بحبة تحت اللسان واستعمال الكريم الموضعي قد أثبت فعاليته لسنين طويلة. وهناك تقرير عن حالة في عام 2014 تظهر تحسنا في أعراض فرط النعاس الأولي بعد أخذ الدواء تحت الجلد بشكل مستمر. كان من المتوقع أن يكون الدواء غير متوفر لتحقيق الطلب المتزايد عليه لعلاج هذا المرض. رغم ذلك، فإن الدواء الان متوفر للجميع.

### كلاريثرومايسين Clarithromycin
في نموذج أنبوبة اختبار، تم إيجاد أن الكلاريثرومايسين (مضاد حيوي معتمد من منظمة الغذاء والدواء لعلاج العدوى) يعيد وظيفة نظام GABA إلى مستوياتها الطبيعية في مرضى فرط النعاس الأولي. الأبحاث بعدها قد عالجت المرضى بهذا الدواء من دون إخبارهم عن اسمه، ومعظمهم قد شعروا بالتحسن بعد هذا العلاج. من أجل تحديد إذا ما كان هذا الدواء مفيدا بالفعل لعلاج التغفيق وفرط النعاس غير معروف السبب، فقد تم القيام ببحث صغير وتم إنهاؤه في عام 2012. "في هذه الدراسة تبين أن الكلاريثرومايسين قد خفف من أعراض النعاس في مرضى فرط النعاس المتعلق بـ GABA. وقد أكدت أبحاث أخرى وأكبر وأطول في المدة هذه المعلومة." في عام 2013، قامت دراسة لتقييم أثر الكلاريثرومايسين على الفترات الطويلة بإثبات فعاليته في علاج فرط النعاس المتعلق بـGABA, "من المهم ملاحظة أن تأثير الكلاريثرومايسين الإيجابي سببه أنه يشبه تأثير مضاد البينزوديازيبين Benzodiazepine، وليس بسبب فعاليته كمضاد حيوي، والعلاج يجب أن يتم إستمراره."

### مناهضات الهايبوكريتين Hypocretin
المناهض هو المشابه، أي أنها تعمل كعمل المادة الأصلية والتي هي غالبا غير متوفرة أو قليلة، الهايبوكريتين-1 (والذي يطلق عليه أوريكسين) قد أظهر علاقة قوية في تحفيز الاستيقاظ في النتائج الحيوانية، لكن للأسف لا يعبر حاجز الدماغ الدموي. لهذا؛ فقد صنعت الشركات مضادات مستقبلات الهايبوكريتين، مثل دواء Suvorexant، لعلاج الأرق. ومن المرجح أن مناهضات الهايبوكريتين-1 سيتم صناعتها وتطويرها لعلاج فرط النعاس.

### الكارنيتين L-carnitine
في مرضى التغفيق، تمت ملاحظة وجود مستويات قليلة من الأسيل كارنيتين acylcarnitine. هذه المستويات المنخفضة تم ملاحظتها أيضا في فرط النعاس الأولي في دراسات الفئران. "الفئران التي لديها نقص الكارنيتين تعاني من زيادة التقطيع في النوام والصحوة وفترات نوم حركة العين السريعة، وأيضا نقصان في النشاط الحركي" إعطاء الأسيتيل-ل-كارنيتين قد أظهر تحسنا في أعراض الفئران. في دراسة تالية على الإنسان قد أظهرت أن إعطاء ل-كارنيتين قلل من فترات النوم في النهار بشكل أكبر من الذين تم إعطاؤهم دواءً وهمياً.

## تشخيص
يتم التشخيص عن طريق فحص ويدعى MSLT وهو فحص يتم من خلاله حساب المدة الزمنية التي تستغرق للمريض لوقوعه في النوم (حيث تكون قصيرة جدا وعادة اقل من خمس دقائق) وكذالك المدة الزمنية لوصوله مرحلة نوم الحركات السريعة للعينين(REM).

## علم الأسباب
التغفيق هو اضطراب نوم عصبي غير ناجم عن مرض عقلي أو مشاكل نفسية. ومن الأرجح يتأثر بعدد من التشوهات الجينية التي تؤثر على عوامل بيولوجية محددة في الدماغ.
يحدث هذا المرض عادة نتيجة نقص مادة عضوية تدعى أوركسين أو نتيجة خلل في المستقبل لمادة الأركسين.

## تاريخ
وصف المرض على يد الطبيب الفرنسي جان بابتيست إدوارد جيلينو وناركوليبسي هو مصطلح مشتق من الكلمة الفرنسية narcolepsie والذي يجمع بين الكلمة اليونانية νάρκη وتعني "خدر" أو "ذهول" (narkē) والكلمة اليونانية λῆψις والتي تعني " هجوم "أو" الضبط" (lepsis).